# Функційний простір
Функційний простір (англ. function space та англ. functional space)— у математиці, це множина функцій між двома фіксованими множинами.
Часто область визначення та/або область значень матиме додаткову структуру, яка успадковується функційним простором. Наприклад, множина функцій із будь-якої множини X у векторний простір має природну структуру векторного простору, задану поточковим додаванням і множенням на скаляр. В інших випадках функційний простір може успадкувати топологічну або метричну структуру, а отже, і назву «простір».

## В лінійній алгебрі
Нехай F — поле і X будь-яка множина. Функціям X → F можна надати структуру векторного простору над F, де операції визначені поточково, тобто для будь-якого f, g : X → F, будь-якого x є X і будь-якого c є F, визначимо
{\displaystyle {\begin{aligned}(f+g)(x)&=f(x)+g(x)\\(c\cdot f)(x)&=c\cdot f(x)\end{aligned}}}
Коли область X має додаткову структуру, можна розглянути підмножину (або підпростір) усіх таких функцій, що зберігають цю структуру. Наприклад, якщо V та X є векторними просторами над F, множина лінійних відображень X → V утворюють векторний простір над F з поточково визначеними операціями (часто позначаються Hom(X,V)). Одним із таких просторів є спряжений простір до X: множина лінійних функціоналів X → F із поточково визначеними додаванням і множенням на скаляр.

## Приклади
- У теорії множин множина функцій з X в Y позначається {X → Y} або YX.
  - Зокрема булеан множини X може бути ототожнений з множиною всіх функцій X → {0, 1}, що позначається 2X.
- Множина біекцій між X та Y позначається {\displaystyle X\leftrightarrow Y}. Факторіальний запис X! може використовуватися для множини перестановок множини X.
- У функційному аналізі те ж саме спостерігається для неперервних лінійних перетворень, включаючи топології на векторних просторах, і багато прикладів функційних просторів з топологією; найвідоміші приклади включають гільбертові простори та банахові простори.
- У функційному аналізі множина всіх функцій від натуральних чисел до деякої множини X називається простором послідовностей. Він складається з множини всіх можливих послідовностей елементів X.
- У топології можна створити топологію на просторі неперервних функцій з топологічного простору X до іншого Y, з властивостями цих просторів. Прикладом є компактно-відкрита топологія, напр. простір петель. Також доступна топологія добутку на просторі теоретико-множинних функцій (тобто не обов’язково неперервних функцій) YX. У цьому контексті цю топологію також називають топологією поточкової збіжності.
- В алгебричній топології, теорія гомотопії в основному вивчає дискретні інваріанти функційних просторів;
- У теорії випадкових процесів основною технічною проблемою є те, як побудувати міру ймовірності на функційному просторі «шляхів процесу» (функцій від часу);
- У теорії категорій функційний простір називається експоненціальним об'єктом (експоненціалом) або об'єктом-відображенням. З одного боку, це виглядає як канонічний біфунктор представлення; з іншого як функтор типу [X, -], він виглядає як спряжений функтор до функтора типу (-×X) на об'єктах;
- У функційному програмуванні та лямбда-численні функційні типи використовуються для вираження ідеї функцій вищого порядку.
- Основна ідея теорії доменів полягає в знаходженні конструкцій з часткових порядків, які можуть моделювати лямбда-числення, шляхом створення підходящої декартової замкнутої категорії.
- У теорії представлень скінченних груп, задавши два скінченновимірних представлення V і W групи G, можна сформувати представлення G над векторним простором лінійних відображень Hom(V,W), яке називається представленням Hom.

## В функційному аналізі
Функційний аналіз складається з методів приведення функційних просторів до топологічних векторних просторів з ідеями, подібними до тих, які застосовуються до нормованих просторів скінченної розмірності. Тут ми використовуємо дійсну пряму як приклад області визначення, але нижченаведені простори існують і на відповідних відкритих підмножинах {\displaystyle \Omega \subseteq \mathbb {R} ^{n}}
- {\displaystyle C(\mathbb {R} )} простір неперервних функцій (неперервні функції з супремум-нормою)
- {\displaystyle C_{c}(\mathbb {R} )} простір фінітних функцій (неперервні функції з компактним носієм)
- {\displaystyle B(\mathbb {R} )} обмежені функції
- {\displaystyle C_{0}(\mathbb {R} )} неперервні функції зникаючі на нескінченності[en]
- {\displaystyle C^{r}(\mathbb {R} )} функції гладкості r.
- {\displaystyle C^{\infty }(\mathbb {R} )} (нескінченно) гладкі функції
- {\displaystyle C_{c}^{\infty }(\mathbb {R} )} гладкі функції з компактним носієм)
- {\displaystyle C^{\omega }(\mathbb {R} )} дійсні аналітичні функції
- {\displaystyle L^{p}(\mathbb {R} )}, для {\displaystyle 1\leq p\leq \infty } — Lp-простір вимірних функцій з скінченною p-нормою {\textstyle \|f\|_{p}=\left(\int _{\mathbb {R} }|f|^{p}\right)^{1/p}}
- {\displaystyle {\mathcal {S}}(\mathbb {R} )} простір Шварца of швидко зникаючих[en] гладких функцій і їх неперервних двоїстих, {\displaystyle {\mathcal {S}}'(\mathbb {R} )} узагальнених функцій
- {\displaystyle D(\mathbb {R} )} компактний носій в топології границь
- {\displaystyle W^{k,p}} простір Соболєва функція, чия слабкі похідні до ступеня k є в {\displaystyle L^{p}}
- {\displaystyle {\mathcal {O}}_{U}} голоморфні функції
- лінійні функції
- поточково лінійні функції
- неперервні функції з компактно-відкритою топологією
- всі функції, простір з поточковою збіжністю
- Простір Гарді
- Простір Гельдера
- Càdlàg функції (Простір Скорохода)
- {\displaystyle {\text{Lip}}_{0}(\mathbb {R} )}простір всіх Ліпшицевих функцій на {\displaystyle \mathbb {R} } зникаючих в нулі.